# Sambão do Povo
Le complexe Walmor Miranda, également connu sous le nom de Sambão do Povo (en traduction libre, la Grande samba du peuple), est le lieu des défilés des écoles de samba de Vitória. Ce sambodrome se situe dans le quartier Mário Cypreste.

## Histoire

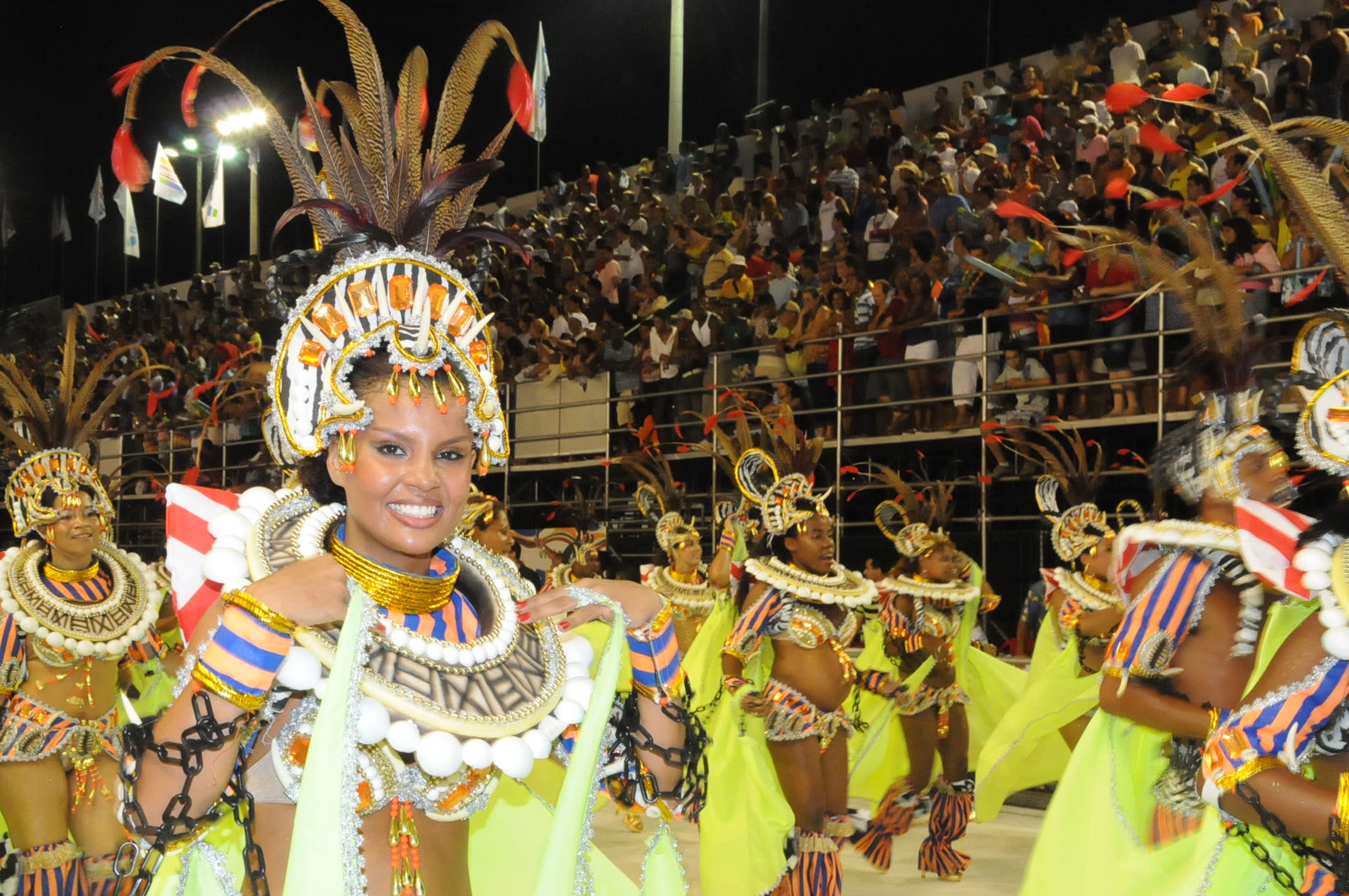
Participants au défilé de l'école de samba Mocidade Unida da Glória - Carnaval 2009

Ce sambodrome est inauguré en 1987 sous l'administration du maire Hermes Laranja et accueille le carnaval jusqu'en 1992, date à laquelle il a été suspendu. Le carnaval ne reviendra au Sambão do Povo qu'en 2002. Depuis lors, une série de réformes ont été mises en œuvre (d'un budget d'environ 6 millions de reais), dans le but d'améliorer encore la structure de Sambão, principalement en ce qui concerne l'accessibilité aux personnes ayant des besoins spéciaux, comme l'a annoncé le secrétaire à la Culture de Vitória., Alcione Pinheiro.